# Osgar

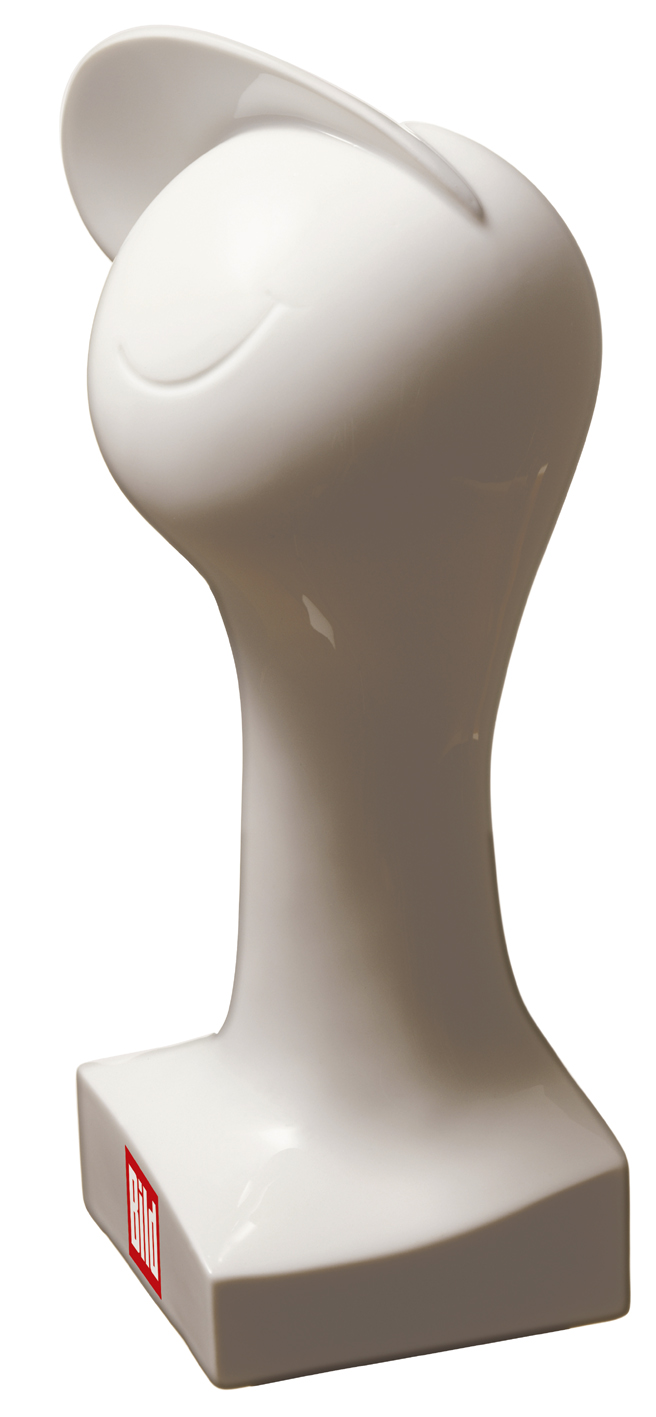
Osgar-Trophäe

Der Bild-Osgar war ein Medienpreis, der von 1994 bis 2009 jährlich von der deutschen Boulevardzeitung Bild in Leipzig verliehen wurde. Ausgezeichnet wurden mit diesem Preis „Menschen, die sich mit ihrem Wirken und Schaffen um Frieden, Freiheit und die Einheit Deutschlands und Europas verdient machen“. Der Preis bestand aus einer Porzellanfigur aus der Königlichen Porzellan-Manufaktur KPM Berlin. Bis einschließlich 2008 wurden 88 Preisträger gekürt.
Im Dezember 2008 sagte Axel-Springer-Verlag alle Veranstaltungen im Jahr 2009, darunter auch die Verleihung des Medienpreises Osgar, ab. Begründet wurde die Absage mit der internationalen Finanzkrise. Im Gedenken an das 20-jährige Jubiläum des Mauerfalls entschied man sich jedoch, drei Ehrenpreise an die Väter der Deutschen Einheit Helmut Kohl, Michail Gorbatschow und George H. W. Bush zu verleihen. Die Überreichung der Preise fand persönlich in der Heimat der Preisträger statt.  Seit 2009 wurden keine Preise mehr vergeben.
Im Mai 2010 meldete der Axel-Springer-Verlag „Bild-Osgar“ als Wortmarke beim Deutschen Patent- und Markenamt an. Die Academy of Motion Picture Arts and Sciences, Verleiherin der Oscar-Filmpreise, sah darin eine Verletzung ihrer seit 2004 in der EU registrierten Wortmarke „Oscar“ und klagte auf Löschung. Das Landgericht Berlin gab der Klage statt und untersagte dem Axel-Springer-Verlag, die Bezeichnung „Osgar“ für einen Medienpreis zu verwenden.

## Liste der Preisträger seit 1994

### 1994
- Udo Zimmermann
- Peter Degner
- Thorsten Wolf
- Jürgen Zimmermann
- Dieter Gulich
- Hans-Joachim Richter
- Wolf Arnold
- Petra Neustadt

### 1995
- Ingbert Blüthner
- Wolfgang Hocquél
- Andreas Walther
- Ursula Schmitter
- Jens Lehmann

### 1996
- Fips Fleischer
- Prof. Friedrich-Wilhelm Mohr
- Harmi Riedel
- Klaus Horn
- August Starek

### 1997
- Kai Pflaume
- Fred Delmare
- Helmut Lunau
- Kay Espenhayn
- Matthias Erdmann

### 1998
- Kurt Masur
- Hinrich Lehmann-Grube
- Kerstin Mühlner
- Bert Callenbach und Katrin Troendle
- Evelyn Haeffner

### 1999
- Udo Reiter
- Thomanerchor
- Hans-Dieter Lindemeyer
- Dieter Kappler
- Doris Günther

### 2000
- Die Prinzen
- Wendelin Wiedeking
- Werner Tübke
- Arnulf Eichhorn
- Georg Meggle

### 2001
- Die Jacob Sisters
- Peter Sodann
- Jörg Junhold
- Uwe Scholz
- Peter Wolf

### 2002
- Joachim Milberg
- Kristin Otto
- Prof. Helmut Richter
- Jürgen Hart
- In aller Freundschaft

### 2003
- Schimon Peres
- José Carreras
- Richard von Weizsäcker
- Gunter Heise
- Matthias Sammer
- Stefanie Hertel

### 2004
- Lech Wałęsa
- Günther Jauch
- Jochen Schümann
- Yvonne Catterfeld
- Walter Lange

### 2005
- Helmut Kohl
- Michail Gorbatschow
- Franziska van Almsick
- Michael Ballack
- Eva Padberg
- Heinrich von Pierer
- Wolfgang Joop
- Heiner Lauterbach

### 2006
- Desmond Tutu
- Eva Luise Köhler
- Tokio Hotel
- Thomas Kretschmann
- Kati Wilhelm
- Du bist Deutschland
- Klaus Zumwinkel

### 2007
- Tendzin Gyatsho, der 14. Dalai Lama
- Armin Mueller-Stahl
- Katarina Witt
- Silbermond
- Dieter Zetsche
- Hape Kerkeling

### 2008
- Andrea Berg
- Bill Clinton
- Udo Jürgens
- Oliver Kahn
- Alexandra Maria Lara
- Udo Lindenberg
- Hartmut Mehdorn
- Helmut Schmidt

### 2009
- Helmut Kohl
- Michail Gorbatschow
- George H. W. Bush